# Razorblade Suitcase
Razorblade Suitcase är det brittiska grungebandet Bushs andra album, utgivet 19 november 1996.

## Låtlista
Samtliga låtar skrivna av Gavin Rossdale.
1. "Personal Holloway" - 3:24
2. "Greedy Fly" - 4:29
3. "Swallowed" - 4:50
4. "Insect Kin" - 4:26
5. "Cold Contagious" - 5:59
6. "A Tendency to Start Fires" - 4:04
7. "Mouth" - 5:44
8. "Straight No Chaser" - 4:00
9. "History" - 4:36
10. "Synapse" - 4:50
11. "Communicator" - 4:22
12. "Bonedriven" - 4:32
13. "Distant Voices" - 6:20